# Brachymeria lasus
Brachymeria lasus is een vliesvleugelig insect uit de familie bronswespen (Chalcididae). De wetenschappelijke naam is voor het eerst geldig gepubliceerd in 1841 door Walker.